# Amorf silicium
Amorf silicium (Grieks: amorphos: zonder vorm) of a-Si is een materiaal van siliciumatomen die niet volgens een duidelijke kristalstructuur gerangschikt zijn, zoals wel het geval is in kristallijn silicium. In tegenstelling tot veel andere halfgeleiders kan het bij lage temperaturen (~200 °C) gedeponeerd worden. Hierdoor kunnen veel typen substraten (van bijvoorbeeld plastic) gebruikt worden. Het voordeel van deze techniek is dat deze cellen veel goedkoper kunnen worden geproduceerd dan de conventionele zonnecellen gebaseerd op kristallijn silicium. Momenteel wordt veel onderzoek gedaan om dit materiaal te gebruiken voor zonnecellen en verschijnen steeds meer van dit type cellen op de markten.

## Omschrijving
Silicium kan vier bindingen aangaan en zo een kristalstructuur vormen. In een mono-kristallijne silicium wafer zijn (bijna) alle atomen gerangschikt volgens deze tetraëdrische structuur gerangschikt. In amorf silicium is deze duidelijke structuur niet aanwezig, de atomen zijn op een meer toevallige wijze geordend. In deze rangschikking kunnen niet alle atomen vier bindingen aangaan en hebben sommige atomen een ongebonden elektron (dangling bond), ook wel een defect genoemd. Dit is ongunstig voor de elektrische eigenschappen doordat elektronen hier hun (door zonlicht verkregen) energie kunnen verliezen.

## Toevoegingen
De hoeveelheid defecten kan worden verminderd door middel van waterstof, een proces dat passiveren wordt genoemd. Waterstof bindt zich hierbij aan het silicium waardoor het defect opgeheven wordt, dit materiaal heet Hydrogenated amorphous silicon (a-Si:H).
Toevoeging van koolstof kan de bandgap vergroten waardoor de laag transparanter wordt, een eigenschap die voor de bovenste lagen (dat wil zeggen aan de zonkant) gebruikt wordt.

## Toepassingen
Amorf silicium wordt gebruikt in lcd's en zonnecellen. In een micromorfe zonnecel wordt amorf en microkristallijn silicium gecombineerd. Het voordeel hiervan is dat er minder energieverlies optreedt in de apparatuur.

## productie
Door de belangrijke economische en strategische toepassingen van amorf silicium wordt het over heel de wereld in geïndustrialiseerde landen geproduceerd. In de Verenigde Staten, China en Japan zijn belangrijkwe producenten actief. Bekende bedrijven zijn:
| naam               | land van oorsprong           | Gebruik                  | oprichtingsjaar |
| ------------------ | ---------------------------- | ------------------------ | --------------- |
| First Solar        | Verenigde staten van amerika | zonnecellen              | 1999            |
| Hanenergy          | Volksrepubliek China         | Zonnecellen              | 1994            |
| Kaneka Corporation | Japan                        | zonnecellen              | 1949            |
| Sharp              | Japan                        | elektronische apparatuur | 1912            |
| Trony Solar        | Volksrepubliek China         | Zonnecellen              | 1993            |

door middel van een proces genaamd  plasma-enhanced chemical vapor deposition (PECVD), Dit proces omvat het creëren van een plasma van waterstof- en Silaangas in een vacuüm kamer en het gebruiken van het plasma om een dunne laag amorf silicium op het substraat af te zetten.